# 紅旗・S9
紅旗・S9は、中国の自動車メーカーである一汽紅旗（Hongqi）によって開発されたスーパーカーです。この車は、同社の高級車ブランドとしての地位を強化し、国際的な自動車市場での存在感を高めることを目的としている。

## 概要
紅旗S9は、2021年4月19日に中国第一汽車集団有限公司（一汽集団）によってグローバルに発表された。初回生産は99台に限定され、2022年に顧客への納車が開始される予定である。

## デザイン
紅旗S9のデザインは、イタリアのデザインスタジオであるSilk EVによって手掛けられました。前フォルクスワーゲングループのデザインディレクターであるウォルター・デ・シルバ（Walter de Silva）が主導し、同スタジオは紅旗S9の設計と製造を担当している。

## パフォーマンス
紅旗S9は、V8ツインターボエンジンと3つの電動モーターを組み合わせたハイブリッドシステムを搭載し、総出力は1,400馬力に達している。このパワートレインにより、0-100 km/hの加速はわずか1.9秒で達成され、最高速度は400 km/hを超えるとされている。

## 生産と販売
紅旗S9の生産は、イタリアの工場で行われる予定です。Silk EVは、紅旗S9の設計と製造のために10億ユーロ以上の投資を計画しており、イタリアの高級車メーカーと同じ地域での生産を目指している。

## 価格
紅旗S9の価格は、約1,023万元（約1,600万日本円）と報告されている。